# Áldor Imre
Áldor Imre, családi nevén Schmidt Imre (Pest, 1838 – Újpest, 1928. december 31.) író, publicista, lapszerkesztő, műfordító.

## Életútja
Iskoláit Pesten végezte. Ciszterci tanár volt Székesfehérváron, majd Egerben. Fölszentelése előtt kilépett a rendből és Pesten telepedett le. Ettől kezdve különféle sajtótermékek, hírlapok, naptárak munkatársaként és szerkesztőjeként dolgozott; számos tárca, elbeszélés és többnyire baloldali szellemű politikai cikk szerzője volt. Továbbá népszerűsítő történelmi műveket írt, több regényt és történelmi munkát fordított.
Mint író az 1860-as években tárcákkal, elbeszélésekkel tűnt fel Vahot Imre és Vas Gereben képes kiadványaiban. Eleinte az Egri Postánál, majd a Hölgydivatlapnál segédszerkesztő volt, azután a Bécsi Hiradó munkatársa lett. Pesten főmunkatársként szerkesztette a Magyarország és Nagyvilágot (itt heti politikai szemléi re betűk alatt, a hét története minden számban és életrajzai jelentek meg); hasonló minőségben működött a Fővárosi Lapoknál is.
1880 elejétől a temesvári reáliskolában a magyar nyelv és történelem tanára volt. Akkor éveken át szerkesztette a Délmagyarországot. Az 1887/88-as tanév megkezdése előtt a székelyudvarhelyi reáliskolához helyezték át. Tanított még Besztercebányán, Kaposváron és Cegléden is; 1909-ben ment nyugdíjba.

## Munkái
- Az 1848-49-iki magyar hadjárat története (két kötet, Friedrich Wilhelm Rüstow művének fordítása, Pest, 1866; Vértesi Arnolddal)
- A Clemenceau-pör (ifj. Alexandre Dumas regényének fordítása, Pest, 1866)
- A forradalom költészete (antológia, Pest, 1867)
- Kossuth és Perczel (Pest, 1868)
- Aranyfurulya. Dalok és elbeszélések az 1848-1849-iki szabadságharc idejéből (Pest, 1868)
- Széchenyi István és kora (Falk Miksa után fordította, Pest, 1868)
- Vázlatok a magyar emigratio életéből (Pest, 1870)
- Kossuth Lajos mint a magyar nép vezére (Pest, 1870)
- Arany könyv a magyar nép számára. Kossuth Lajos műveiből (Pest, 1871)
- 1793 vagy a polgárháború (Victor Hugo regényének fordítása. Három kötet, Pest, 1874, György Aladárral együtt).
- Történeti Könyvtár. A magyar nép és ifjúságnak ajánlva (szerkesztette és 38 füzetét maga írta. Pest, 1870–1879):
  - 3. Áldor Imre. Mohammed élete. (112 l.) 1874.
  - 4. Áldor Imre. A nagy Napoleon császár története. (126 l.) 1874.
  - 5. Áldor Imre. Nagy Sándor és kora. (112 l.) 1875.
  - 7. Áldor Imre. XII. Károly svéd király története. (128 l.) 1875.
  - 8. Áldor Imre. Nagy Péter, a minden oroszok czárja. (120 l.) 1875.
  - 9. Áldor Imre. Nagy Frigyes élete. (120 l.) 1875.
  - 10. Áldor Imre. Karthago, vagy egy világváros története. (110 l.) 1875.
  - 11. Áldor Imre. Hősök és hódítók, vagy Mohammed utódai. (120 l.) 1875.
  - 12. Áldor Imre. Medicsi Lőrincz. (112 l.) 1875.
  - 13. Áldor Imre. József császár, vagyis egy emberbarát a trónon. (112 l.) 1876.
  - 14. Áldor Imre. Hunyadi János és kora. (128 l.) 1876.
  - 15. Áldor Imre. Attila hun király története. (96 l.) 1876.
  - 16. Áldor Imre. Két Rákóczyné. (112 l.) 1876.
  - 17. Áldor Imre. Korona és vérpad, vagy Stuart Mária története. (108 l.) 1876.
  - 19. Áldor Imre. Magyar nemzeti vértanuk. (104 l.) 1876.
  - 21. Áldor Imre. Columbus Kristóf. (118 l.) 1876.
  - 22. Áldor Imre. Nagy Károly római császár története. (96 l.) 1876.
  - 23. Áldor Imre. Hun utódok, vagy az avar birodalom története. (95 l.) 1876.
  - 25. Áldor Imre. Széchenyi István gróf vagy Magyarország ujjászületése. (118 l.) 1876.
  - 27. Áldor Imre. V. Károly császár vagy trónról a kolostorba. (103 l.) 1876.
  - 28. Áldor Imre. XIV. Lajos vagy Francziaország aranykora. (120 l.) 1876.
  - 31. Áldor Imre. Az első magyar király. (112 l.) 1877.
  - 32. Áldor Imre. Lengyelország végnapjai. (110 l.) 1877.
  - 33. Áldor Imre. Orániai Vilmos, vagy istenért és a hazáért. (112 l.) 1877.
  - 34. Áldor Imre. Erdély aranykora. (112 l.) 1877.
  - 35. Áldor Imre. Nagy Constantin császár. (110 l.) 1877.
  - 36. Áldor Imre. Kereszt és félhold, vagy a mórok Spanyolországban. (120 l.) 1877.
  - 37. Áldor Imre. Augusztus római császár története. (112 l.) 1877.
  - 39. Áldor Imre. Róma alapitása és hőskore. (120 l.) 1877.
  - 45. Áldor Imre. A franczia forradalom története. (112 l.) 1878.
  - 46. Áldor Imre. A rémuralom története. (112 l.) 1878.
  - 48. Áldor Imre. Görögország története Nagy Sándorig. (120 l.) 1878.
  - 52. Áldor Imre. Kossuth Lajos élete és pályája. (158 l.) 1878.
  - 58. Áldor Imre. Deák Ferencz élete. (120 l.) 1878.
  - 59. Áldor Imre. Az 1848–49-iki szabadsághacz története. (108 l.) 1878.
  - 62. Áldor Imre. II. vagy Jeruzsálemi Endre magyar király. (112 l.) 1879.
  - 67. Áldor Imre. II. Lajos kora. (107 l.) 1879.
  - 68. Áldor Imre. IV. Béla s a tatárjárás. (106 l.) 1879.
  - 85. Áldor Imre. Dózsa György és a parasztlázadás 1514-ben. (144 l.) 1899.